# Wabasso koponeni
Espèce
Wabasso koponeni est une espèce d'araignées aranéomorphes de la famille des Linyphiidae.

## Distribution
Cette espèce est endémique de l'oblast d'Amour en Russie,.

## Description
Le mâle holotype mesure 1,78 mm et la femelle paratype 1,60 mm.

## Étymologie
Cette espèce est nommée en l'honneur de Seppo Koponen.

## Publication originale
- Tanasevitch, 2006 : Five new Linyphiidae spiders from the Russian Far East, with notes on synonymy (Arachnida: Aranei). Arthropoda Selecta, vol. 15, no 1, p. 29-38 (texte intégral).